# فريدريك جيمس هاميلتون ميريل
فريدريك جيمس هاميلتون ميريل (بالإنجليزية: Frederick James Hamilton Merrill)‏ هو جيولوجي أمريكي، ولد في 1861 في نيويورك في الولايات المتحدة، وتوفي في 1916.